# وزارة الطيران المدني (مصر)
وزارة الطيران المدني هي الوزارة المسؤولة عن الطيران المدني في مصر.

## الخلفية التاريخية
بدأت مصر خبرتها بالطيران المدني في النصف الأول من القرن العشرين مع بداية تأسيس أول شركة مصريـة للطيران (حالياً مؤسسة مصر للطيران) وذلك خلال عام 1932م بصدور مرسوم إنشاء مصر للطيران في 7 مايو 1932 معلنا مولد أول شركة طيران وطنية مصرية تحت اسم مصر للطيران وقد حدد المرسوم أغراض الشركة في الطيران التجاري والمدني لحسابها وحساب الغير في مصر والخارج وكذلك أن تقوم بتنظيم التعليم العملي للطيران والملاحة الجوية في مصر لإيجاد عنصر مدرب على أعمال الطيران. بدأ العمل في الشركة بأربعة طائرات وفي أواخر عام 1933 توسعت الشركة فاشترت طائرات دي هافيلاند 86 الأكسبريس ذات الأربعة محركات والستة عشر مقعدا والتي يقودها طياران وموظف لاسلكي.

### مدرسة تعليم الطيران
خرجت مدرسة مصر للطيران للوجود في 7 مايو 1932 بصدور المرسوم الملكي بإنشاء شركة مصر للطيران على أن تقوم المدرسة بتكوين قاعدة عريضة من الطيارين الذين سيتولون قيادة الطائرات المصرية على خطوط الشركة التي تحمل اسم مصر وعلمها على أن يكون مقرها مطار ألماظة.
ونظراً للإقبال الشديد على هذه المدرسة فقد شجع مصر للطيران على فتح مدرسة جديدة في الإسكندرية في شهر يوليو 1933 وبذلك أصبح بمصر في ذلك الوقت مدرستان للتدريب

### أول مطار
رأت الحكومة المصرية ضرورة إنشاء مطارات خاصة بها خاصة وأن المطارات التي كانت موجودة في ذلك الوقت خاضعة للإشراف البريطاني ولم يكن موجود بالقاهرة سوى مطار هليوبوليس الذي استخدمه سلاح الجو البريطاني أثناء وبعد الحرب العالمية الأولى وكان محرماً على الطائرات المصرية والأجنبية فيما عدا طائرات الخطوط الجوية الإمبراطورية البريطانية.
فأنشأت الحكومة المصرية أول خط جوي لها ماراً بمصر ثم العراق ثم باكستان وخط آخر لها مارا بمصر والسودان. بدأ التنفيذ الفعلي في إنشاء مطار ألماظة عام 1930 وفي 2 يونيو 1932 تم افتتاح المطار بمناسبة وصول أول سرب من سلاح الطيران المصري الحربي من إنجلترا بطائراتهم إلى مصر.
وصدر أول مرسوم لتنظيم الملاحة الجوية عام 1935. وفي 22 أبريل 1945 صدر مرسوم بإنشاء مصلحة الطيران المدني واختصت بإدارة مرفق الطيران المدني.

### عصر السادات
ثم تلا ذلك القرارات التالية في عصر الرئيس أنور السادات بإنشاء هيئات حكومية تكون تابعة لوزارة السياحة والطيران المدني:
- قرار رقم 2931 لسنة 1971 بإنشاء الهيئة المصرية العامة للطيران المدني.
- قرار رقم 2932 لسنة 1971 بإنشاء مؤسسة مصر للطيران.
- قرار رقم 2933 لسنة 1971 بإنشاء هيئة ميناء القاهرة الجوي.
- قرار رقم 2934 لسنة 1971 بإنشاء الهيئة العامة للأرصاد الجوية.
- قرار رقم 2935 لسنة 1971 بإنشاء هيئة المعهد القومي للتدريب على أعمال الطيران المدني.

### عصر مبارك
- أصدر حسني مبارك قرار جمهوري رقم 267 لسنة 1993 بتبعية هيئة ميناء القاهرة الجوي لرئيس مجلس الوزراء وكان يشغل المنصب آنذاك الدكتور عاطف محمد صدقي، والقرار الجمهوري رقم 292 لسنة 1993 بتبعية مؤسسة مصر للطيران لرئيس مجلس الوزراء أيضاً. وتم ضم باقي الجهات والهيئات لوزارة النقل وسميت الوزارة بوزارة النقل والمواصلات والطيران المدني برئاسة المهندس سليمان متولي.
- أصدر حسني مبارك قرار جمهوري رقم 56 لسنة 2002 بتنظيم وزارة الطيران المدني حيث تم فصل جهات وهيئات الطيران المدني عن وزارة النقل وتم إنشاء وزارة للطيران المدني برئاسة الطيار أحمد شفيق وتتبعها الجهات الآتية:
  - الهيئة المصرية للرقابة على الطيران المدني
  - هيئة ميناء القاهرة الجوي
  - الهيئة العامة للأرصاد الجوية
  - مؤسسة مصر للطيران
  - المعهد القومي للتدريب على أعمال الطيران المدني
- أصدر حسني مبارك قرار جمهوري رقم 72 لسنة 2002 بإنشاء الشركة القابضة للطيران ويتبعها:
  - الشركة المصرية للمطارات
  - الشركة الوطنية لخدمات الملاحة الجوية
- أصدر حسني مبارك قرار جمهوري رقم 137 لسنة 2002 بتحويل مؤسسة مصر للطيران إلى شركة قابضة تسمى الشركة القابضة لمصر للطيران وفقا لأحكام القانون 203 لسنة 1991 وتتبعها الشركات الآتية:

1. شركة مصر للطيران للخطوط الجوية.
2. شركة مصر للطيران للخدمات الأرضية.
3. شركة مصر للطيران للشحن الجوي.
4. شركة مصر للطيران للصيانة والأعمال الفنية.
5. شركة مصر للطيران للسياحة.
6. شركة مصر للطيران للخدمات الجوية.
7. شركة مصر للطيران للخدمات الطبية.
8. شركة مصر الطيران للخطوط الداخلية والاقليمية (اكسبرس)
9. شركة مصر للطيران للصناعات المكملة

- أصدر حسني مبارك قرار جمهوري رقم 154 لسنة 2002 بإلغاء الهيئة المصرية للرقابة على الطيران المدني وتؤول اختصاصاتها إلى وزارة الطيران المدني.
- أصدر حسني مبارك قرار جمهوري رقم 155 لسنة 2002 بتعديل بعض أحكام القرار الجمهوري رقم 72 لسنة 2002 ليستبدل مسمى “الشركة المصرية القابضة للمطارات والملاحة الجوية“ بدلاً من “الشركة القابضة للطيران“.
- أصدر حسني مبارك قرار جمهوري رقم 156 لسنة 2002 بتحويل هيئة ميناء القاهرة الجوي إلى شركة تابعة للشركة المصرية القابضة للمطارات والملاحة الجوية وتسمى “شركة ميناء القاهرة الجوي“.

## هيكل الوزارة
هيكل وزارة الطيران المدني يشمل الآتي:
- ديوان عام الوزارة
- الشركات التابعة للوزارة وهي:
  - الشركة القابضة لمصر للطيران
    - مصر للطيران للخطوط الجوية
    - مصر الطيران للخطوط الداخلية والاقليمية (اكسبرس)
    - مصر للطيران للشحن
    - مصر للطيران للصيانة والأعمال الفنية
    - مصر للطيران للخدمات الأرضية
    - مصر للطيران للخدمات الجوية
    - مصر للطيران للصناعات المكملة
    - مصر للطيران للسياحة والأسواق الحرة
    - مصر للطيران للخدمات الطبية

  - الشركة المصرية القابضة للمطارات والملاحة الجوية
    - الشركة المصرية للمطارات
    - الشركة الوطنية لخدمات الملاحة الجوية
    - شركة ميناء القاهرة الجوي
    - شركة تكنولوجيا معلومات الطيران (AVIT)
    - شركة ايروسبورت للخدمات الرياضيه والترفيهية
    - شركة ايروتيل

  - الهيئة العامة للأرصاد الجوية المصرية
  - الأكاديمية المصرية للطيران (المعهد القومي للتدريب على أعمال الطيران المدني سابقاً)
  - سلطة الطيران المدني المصري
    - صندوق دعم وتطوير الطيران المدني

  - الشركة القابضة المالية للطيران المدني
    - شركة سياف للاستشارات المالية
    - نادى الطيران

  - شركات خاصة وهي:
    - ميدويست للطيران
    - تراي ستار آير
    - القاهرة للنقل الجوي (CAIRO AVIATION)
    - المصرية العالمية للطيران
    - سمارت للطيران
    - الكان آير
    - الإسكندرية للطيران
    - آير كايرو (AIR CAIRO)
    - ممـفيس للطيران (AIR MEMPHIS)
    - صيانة الطائرات إيه إم سي للنقل الجوي (AMC)
    - النيل للطيران
    - العربية للطيران مصر
    - الأهلية للطيران
    - نسما للطيران
    - خدمات البترول الجوية (PAS)
    - ألاسكا للبالون
    - دريم للبالون
    - أجيبشيان آير شيب اّند بالون كومباني (سكاي كروز)
    - هدهد سليمان
    - حورس للبالون
    - ماجيك هورايزون للبالون
    - سندباد للبالون
    - فايكنج آير للبالون
    - إكسلانت إير للبالون
    - كوانزوا بالون
    - بيوند هورايزون بالون
    - بارادايس للبالون
    - كينج توت للبالون
    - ايزي اير للبالون

## المطارات المدنية
تقوم الوزارة بالإشراف والرقابة على كل المطارات المدنية التي تعمل داخل جمهورية مصر العربية، ومنها المطارات الدولية، والمطارات الداخلية - الدولية، و
المطارات الداخلية ومطارات التدريب والمطارات التي تعمل بنظام البي أو تي.

## المهام والاختصاصات
أصدر حسني مبارك قرار جمهوري 56 لسنة 2002 يحدد مهام واختصاصات الوزارة كما يلي:
- المهمة: تعمل وزارة الطيران المدني على النهوض بمرفق الطيران المدني وصولاً به إلى المستويات العالمية وتأمين سلامة وأمن الطيران في خدمة المجتمع المحلي والعالمي وإعداد العمالة اللازمة له وتطوير أداء العاملين به بما يتماشى مع التطور في صناعة النقل الجوي العالمي وحتى يحقق المرفق الأهداف الموضوعة له بخطة التنمية الاقتصادية والاجتماعية في إطار السياسة العامة للدولة بما يواكب المتغيرات العالمية.

وتختص بالآتي:
- رسم السياسة العامة للوزارة في إطار الأهداف المقررة لها ووضع الخطط الكفيلة بتحقيق هذه الأهداف بالتنسيق مع أجهزة الدولة المختلفة ومتابعة تنفيذ هذه الخطط وتقيم نتائجها.
- وضع تخطيط متكامل يكفل رفع كفاءة مرافق وأجهزة الطيران المدني في إطار خطة التنمية الاقتصادية والاجتماعية بما يتماشى مع التطور العالمي.
- رسم السياسة العامة لإنشاء المطارات وتطويرها، بوضع التشريعات المنظمة لحقوق الارتفاق الجوي والمحافظة على البيئة حول جميع المطارات الجمهورية وذلك طبقا للمستويات العالمية.
- العمل على توفير وتطوير أجهزة المساعدات الملاحية والمراقبة الجوية لتأمين سلامة الطيران داخل المجال الجوي المصري وفقا للمستويات العالمية.
- وضع قواعد ونظم سلامة وأمن الطيران المدني بما يكفل تأمين الطائرات والركاب طبقا للاتفاقيات الدولية.
- الإشراف والرقابة على شركات الطيران والمطارات المدنية وجميع المنشات الثابتة والمنقولة وكذلك الأجهزة والمعدات المرتبطة بنشاط النقل الجوي وذلك بالتنسيق مع الأجهزة المختصة لتامين سلامة وأمن الطيران المدني.
- وضع خطط وبرامج النهوض بمرفق الأرصاد الجوية يكون قادرا على تقديم خدمات الأرصاد لكافة قطاعات وأجهزة الدولة طبقا للمستويات العالمية.
- وضع خطط وبرامج التدريب العملي والنظري على أعمال الطيران المدني والنهوض بالمنشآت التعليمية لتواكب المستويات العالمية وذلك من خلال كيان أكاديمي متطور ينشأ لهذا الغرض.
- فحص ومنع حوادث الطائرات طبقا للالتزامات الدولية والاستعانة بنتائج البحوث والوسائل الحديثة في المحيط الدولي للتحقيق في حوادث الطائرات وإصدار التوجيهات والتعليمات اللازمة لمنع تكرار وقوعها ومتابعة تنفيذها.
- تحديد رسوم الطيران المدني بالاشتراك مع الأجهزة المختصة.
- إصدار تراخيص إنشاء شركات النقل الجوي التي تعمل سواء في النقل الخارجي أو النقل الداخلي وذلك كله في حدود القوانين واللوائح المعمول بها.
- نشر الثقافة الجوية بين الشباب على مستوى الجمهورية بهدف إعداد قاعدة عريضة من الشباب يهوى الطيران وذلك بالتعاون مع الوزارات والهيئات المعنية لتعليم وتثفيف ورعاية الشباب في الدولة.
- تطوير ودعم أداء شركة ميناء القاهرة الجوي وتحديث الإدارة في جميع المطارات المصرية كي تواكب المتغيرات العالمية.
- تطوير ودعم أداء الشركة القابضة لمصر للطيران كي تواكب المتغيرات العالمية.
- وضع الخطط الكفيلة بتوفير العمالة المتخصصة في مجال نشاط الوزارة ورفع الكفاءة الإنتاجية للعاملين بها بما يساير التطوير العلمي والتكنولوجي.
- تنشيط الدراسات والبحوث في مجال عمل الوزارة.
- الرقابة على أسعار خدمات النقل الجوي وفحص طلبات التغير فيها.
- تقييم الجودة الشاملة للخدمات التي تقدم بواسطة الشركات العاملة في نشاط الطيران المدني ومقارنة الجودة في التنفيذ بالمعايير المتفق عليها دوليا ثم متابعة تصحيح أي انحراف في هذه المعايير.

## قائمة الوزراء
تولى الوزراء التاليين مسئولية مرفق الطيران المدني في الفترة من أبريل 1974 وحتى الآن:
| الاسم                    | المنصب                                | منذ          | حتى         |
| ------------------------ | ------------------------------------- | ------------ | ----------- |
| محمد أحمد السيسي         | نائب وزير السياحة والطيران            | أبريل 1974   |             |
| حمدي أبو زيد             | وزير الطيران المدني                   | يناير 1975   |             |
| إبراهيم نجيب إبراهيم     | وزير السياحة والطيران المدني          | مارس 1976    |             |
| محب رمزي استينو          | وزير السياحة والطيران المدني          | فبراير 1977  |             |
| محمود أمين عبد الحافظ    | وزير السياحة والطيران المدني          | أكتوبر 1978  |             |
| علي جمال الناظر          | وزير السياحة والطيران المدني          | مايو 1980    |             |
| عادل طاهر                | وزير السياحة والطيران المدني          | يناير 1982   |             |
| توفيق عبده إسماعيل       | وزير السياحة والطيران المدني          | سبتمبر 1982  |             |
| وجيه محمد شندي           | وزير السياحة والطيران المدني          | يوليو 1984   |             |
| فؤاد عبد اللطيف سلطان    | وزير السياحة والطيران المدني          | سبتمبر 1986  |             |
| سليمان متولي             | وزير النقل والمواصلات والطيران المدني | أكتوبر 1993  |             |
| إبراهيم الدميري          | وزير النقل والمواصلات                 | سبتمبر 1999  |             |
| أحمد شفيق                | وزير الطيران المدني                   | مارس 2002    |             |
| إبراهيم مناع             | وزير الطيران المدني                   | فبراير 2011  |             |
| لطفي مصطفى كمال          | وزير الطيران المدني                   | يوليو 2011   |             |
| حسين مسعود               | وزير الطيران المدني                   | ديسمبر 2011  |             |
| سمير إمبابي              | وزير الطيران المدني                   | أغسطس 2012   |             |
| وائل المعداوي            | وزير الطيران المدني                   | يناير 2013   |             |
| عبد العزيز فاضل          | وزير الطيران المدني                   | يوليو 2013   |             |
| محمد حسام كمال أبو الخير | وزير الطيران المدني                   | فبراير 2014  | مارس 2016   |
| شريف فتحي                | وزير الطيران المدني                   | مارس 2016    | يونيو 2018  |
| يونس حامد المصري         | وزير الطيران المدني                   | يونيو 2018   | ديسمبر 2019 |
| محمد منار عنبه           | وزير الطيران المدني                   | ديسمبر 2019  | اغسطس 2022  |
| محمد عباس.               | وزير الطيران المدني                   | اغسطس 2022   | يوليو 2024  |
| سامح الحفني              | وزير الطيران المدني                   | 3 يوليو 2024 | حتى الآن    |

## وصلات خارجية
- الموقع الرسمي